# Vourinos
Vourinos (en griego: Βούρινος) es una cadena montañosa que cubre el este de las unidades regionales de Grevena, y del sur de Kozani en Grecia. Su máxima altitud es de 1.866 metros (6.122 pies). Su longitud es de aproximadamente 30 km (19 millas) de noroeste a sureste. Está drenada por el río Aliakmon y sus afluentes. Hay bosques en las laderas norte y en las zonas más bajas, las elevaciones más altas están cubiertas de pastizales. Las cordilleras más cercanas son Askio al norte y Kamvounia al sureste.